# Karn Prayag
Karn Prayag é uma cidade  no distrito de Chamoli, no estado indiano de Uttaranchal.

## Demografia
Segundo o censo de 2001, Karn Prayag tinha uma população de 6976 habitantes. Os indivíduos do sexo masculino constituem 56% da população e os do sexo feminino 44%. Karn Prayag tem uma taxa de literacia de 76%, superior à média nacional de 59.5%: a literacia no sexo masculino é de 81% e no sexo feminino é de 69%. Em Karn Prayag, 13% da população está abaixo dos 6 anos de idade.